# Логроньо

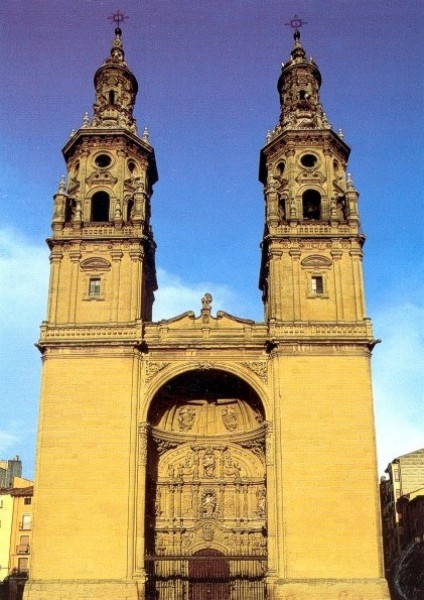
Сокафедральный собор Логроньо

Логро́ньо (исп. Logroño) — город в Испании, административный центр автономного сообщества Риоха. Муниципалитет находится в составе района (комарки) Логроньо. Столица винодельческой Ла-Риохи, крупная остановка на пути паломников по пути Святого Иакова в Сантьяго-де-Компостела.
Город на реке Эбро на границе Кастилии, Наварры и Арагона. В своей истории неоднократно подвергался набегам и разрушениям. Старинных построек в городе практически не сохранилось. В центре города располагаются собор Санта-Мария-Редонда и храм Сантьяго-эль-Реаль. Единственный музей города — Историко-художественный музей Ла-Риохи.
Население — 152 тыс. жителей (2009).

## История города
Изначально на территории города находилось римское поселение Вареа, основанное в 1 веке до нашей эры. Поселение было сильно разрушено в 1092 году в ходе войны Сида Кампеадора с Гарсией Ордоньесом. В 1095 году Альфонсо VI предоставил поселению фуэрос (предоставление земли с гарантией владения; бесплатное пользование водой, пастбищами и территории для посева; продажа и покупка собственности жителям разрешена на территории поселения и за его пределами; разрешение на коммерческую деятельность; создание местных судов; предоставление гражданства для иностранных граждан-переселенцев).
Его развитию послужило географическое положение и устройство путей через него для паломников к мощам святого Иакова в Сантьяго-де-Компостела по решению короля Наварры Санчо. В 1431 году король Хуан II предоставил поселению статус города, а в 1444 году добавил титул "очень благородный" за лояльность. 5 июля 1523 года король Карл I пожаловал ему три геральдических лилии для герба города за его сопротивление во время французской осады в 1521 году под командованием Андре де Фуа.
Королевским указом 6 декабря 1854 года город получил от Изабеллы II титул «образцовый» в награду за свои действия во время эпидемии холеры. С 1982 года город является административным центром автономного сообщества Ла-Риоха.

## Известные уроженцы Логроньо
- Хосе Саэнс де Агирре
- Альбенис, Педро
- Бальдомеро Эспартеро
- Рамон Кастровьехо
- Мануэль Бретон де лос Эррерос
- Сельсо Гольмайо

## Города-побратимы[5]
Дакс, Франция (1960)
 Либурн, Франция (1979)
 Данфермлин (округ Файф в Шотландии), Англия (1991)
 Дармштадт, Германия (2002)
 Брешиа, Италия (2005)
Эль-Хаггуниа,  Сахарская Арабская Демократическая Республика (1991)
 Тодос-лос-Сантос-де-ла-Нуэва-Риоха, Аргентина (1992)
 Ранкагуа, Чили (1992)
В 1990 году установлены дружественные отношения с городами:
 Виши, Франция
 Вильгельмсхафен, Германия